# 彎曲造山帶

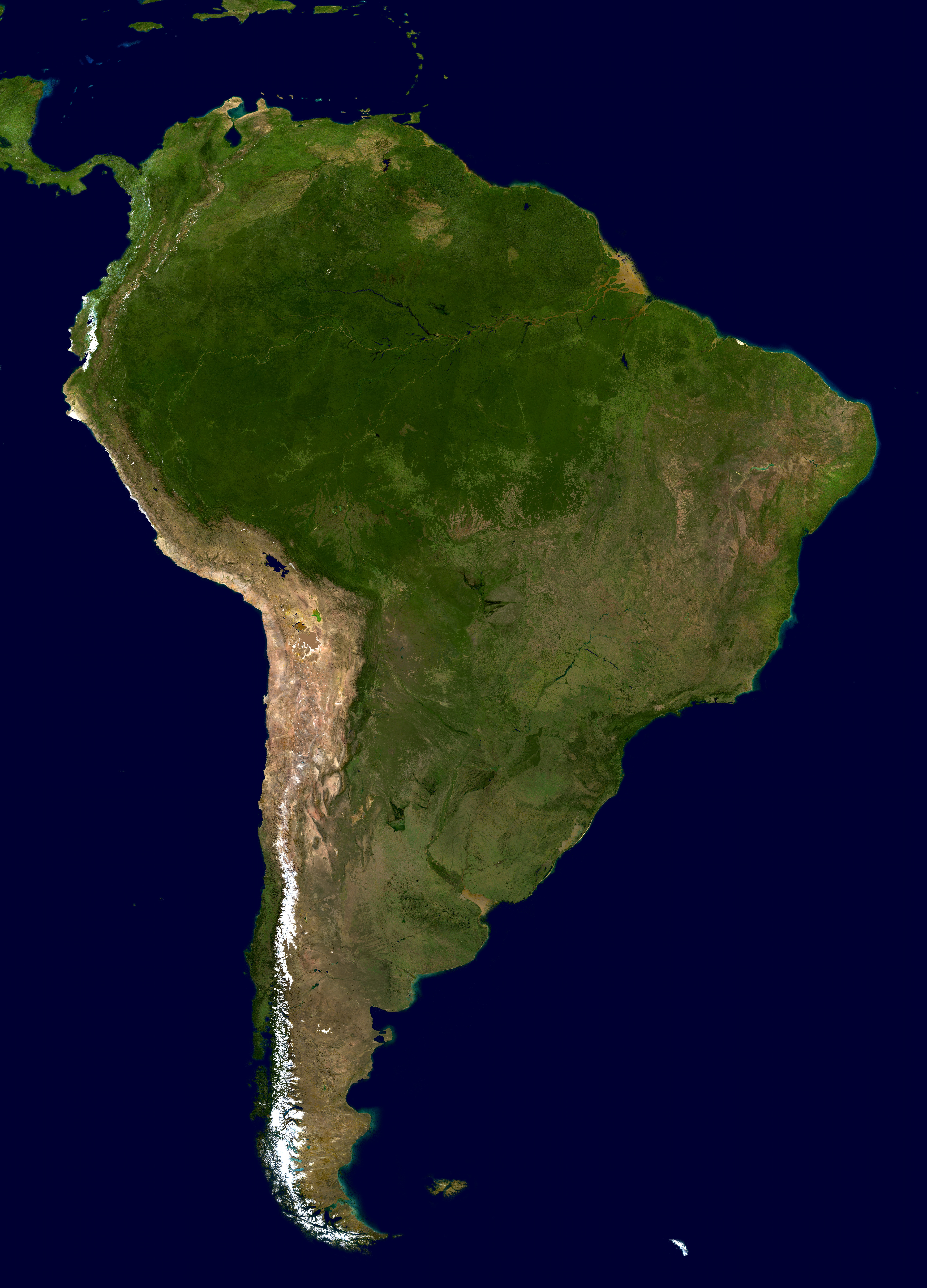
南美洲的合成浮雕圖像。圖片中間可以看到在太平洋旁邊的玻利維亞彎曲造山帶。再往南，是不太明顯的邁坡山

彎曲造山帶 （英語：Orocline）是指造山帶形成後被彎曲的山脈。此詞由 S. Warren Carey 於 1955 年提出，闡述各種造山帶的複雜形狀可由彎曲來解釋Carey, S. Warren (1955)。Carey 舉出十幾個彎曲造山帶的例子。彎曲被回返后，結果與通過其他方式推斷的大陸重建基本相同。這對後來的板塊構造理論提供了強有力的支持。

### 形成
彎曲造山帶（oroclines）的形成原先歸因於平行原造山帶的壓縮，但被阻擾在一個垂直軸，導致彎曲圍繞。但這解説，因為岩石圈具有水平分層。與後期模擬研究不符。而板塊邊界的變遷更可能是形成的原因。後期的
爭論都集中在薄皮或厚皮構造系統之間的對比，以及彎曲發展與造山運動的同步性。這些爭論即可由古地磁分析來揭示。 它所根據的是彎曲造山帶前後不同年齡的區域岩石方位。例如，伊朗的塔勒什（Talesh）彎曲造山帶是在漸間因阿拉伯-歐亞大陸碰撞而彎曲，其中阿拉伯板塊充當剛性支撐點.

### 實例
1. 玻利維亞彎曲造山帶Bolivian Orocline是南美洲海岸和安第斯山脈約18° S. 的向海凹面彎曲。在此點安第斯山脈的方向從秘魯的西北方向轉向智利和阿根廷的向南方向[5] [6]。 山脊以北和以南的安第斯段分別逆時針和順時針旋轉了 15° 到 20° [7][8]。
2. Maipo 彎曲造山帶 或 Maipo 過渡帶是位於安第斯山脈 30° S 和 38°S 之間的一個彎曲造山帶，在 33° S [9]。
3. Arauco 彎曲造山帶位於智利中南部37° S [10]。
4. 芬蘭和瑞典 Svecofennian 域的波的尼亞山坡[11]
5. Inari彎曲造山帶，位於芬蘭、挪威和俄羅斯的拉普蘭花崗岩帶[12]。
6. Cantabrian彎曲造山帶，西班牙[13][14].
7. Lachlan彎曲造山帶，澳大利亞東部 [15]。
8. 中國大巴山彎曲造山帶[16].